# Livia Turco
Livia Turco (Cuneo, 13 febbraio 1955) è una politica italiana.
È stata parlamentare della Repubblica dal 1987 al 2013, ricoprendo vari incarichi parlamentari, ministra per la solidarietà sociale dal 18 maggio 1996 al 11 giugno 2001 nei governi Prodi I, D'Alema I, D'Alema II e Amato II, dove si è occupata della legge n. 40/1998 Turco-Napolitano, e ministra della salute dal 17 maggio 2006 al 8 maggio 2008 nel governo Prodi II.

## Biografia
Nasce a Cuneo il 13 febbraio 1955, da una famiglia cattolica operaia di Morozzo. Ha studiato prima nella sua città natale e poi a Torino, dove ha ottenuto il diploma di liceo classico. Successivamente ottiene la laurea in Filosofia e svolge svariati lavori tra cui l'insegnante nelle scuole elementari.
Impegnata in attività di volontariato sociale, e presiedendo la fondazione Nilde Iotti, il 27 dicembre 2017 riceve l'onorificenza di Dama di Gran Croce dell'Ordine al merito della Repubblica Italiana su proposta della Presidenza del Consiglio.

### Vita privata
Sposata dal gennaio 2006 con Agostino Loprevite, compagno di una vita, ha un figlio: Enrico.

## Carriera politica

### Gli inizi
Nel 1970, nel periodo in cui frequenta il liceo classico, inizia l'attività politica, iscrivendosi alla Federazione Giovanile Comunista Italiana (FGCI), l'organizzazione giovanile del Partito Comunista Italiano (PCI), nella sezione di Cuneo.
Nel 1973 si trasferisce a Torino e conferma la sua scelta di militanza politica nel PCI, grazie alla proposta politica avanzata da Enrico Berlinguer del compromesso storico, basata sul dialogo tra le grandi forze politiche popolari e le tradizioni culturali cattolica, laica e di sinistra.
Nel 1978 viene eletta segretaria provinciale della FGCI a Torino, incarico che ricopre per 4 anni, fino al 1982, impegnandosi per i diritti delle donne e diventa anche funzionaria di partito e responsabile della federazione locale delle donne comuniste. Durante quegli anni difficili si occupa della lotta contro il terrorismo, ma anche delle battaglie per superare i manicomi, conquistare la legge per la regolamentazione dell'aborto, per combattere la disoccupazione giovanile, per ottenere il servizio sanitario nazionale approvato nel 1978.
Nel 1983 diventa consigliera regionale del Piemonte, dov'è subentrata nell’ultimo anno di legislatura; alle elezioni amministrative del 1985 viene eletta consigliera comunale di Torino.

### Elezione a deputata
Nel 1987, eletta Responsabile nazionale delle donne comuniste, su proposta del segretario generale del PCI Alessandro Natta, entra a far parte della segreteria nazionale del PCI. Nello stesso anno 1987  candidata alle elezioni politiche , è eletta alla Camera dei deputati. Si impegna su nuove leggi per il diritto al lavoro, la tutela della maternità, la legge contro la violenza sessuale nonché per introdurre norme antidiscriminatorie nella Legge per l'elezione diretta del sindaco e del presidente della provincia.
Svolge il ruolo di Responsabile Nazionale delle Donne Comuniste e poi del PDS dal 1987 al 1994.
Tra  altre iniziative, nel 1986 promuove la Carta Itinerante "Dalle donne la forza delle donne", una proposta politica rivolta alle donne per costruire, attraverso una relazione di reciproco riconoscimento, la forza politica delle donne nella società e nella politica ed incidere nell’agenda politica del Paese. Alle elezioni politiche del 1987, le Donne Comuniste ottengono il 30% di elette alla Camera dei Deputati ed il 25% di elette al Senato.
Il 15-16-17 aprile 1988 promuove a Roma il Forum Nazionale "Il tempo delle donne", dalla cui elaborazione, scritta dalle donne della Sezione Femminile del PCI assieme ad altre donne,  nasce la proposta di legge di iniziativa popolare "Le donne cambiano i tempi". Una legge studiata per rendere più umani i tempi del lavoro, gli orari della città, il ritmo della vita, riconoscere e valorizzare il tempo della Cura. La proposta di legge venne lanciata il 9 aprile 1990 nel corso di una manifestazione  nella Piazza del Pantheon a Roma con la presenza e l’intervento di Nilde Iotti. Raccolte in poche mesi 300.000 firme, la proposta di legge fu depositata in Parlamento.
Nel 1989, ormai tra gli esponenti di spicco del partito, si schiera a favore e diventa una dei promotori dello scioglimento del PCI, con la svolta della Bolognina di Achille Occhetto, per  dare vita a una nuova formazione politica post comunista, come avviene nel 1991, quando Livia  aderisce al Partito Democratico della Sinistra (PDS).
Nel 1995 partecipa alla elaborazione del progetto de L'Ulivo, e viene eletta Presidente della Commissione Nazionale per la parità e le pari opportunità della Presidenza del Consiglio. Si impegna quindi per l'attuazione delle politiche scaturite dalla Conferenza Nazionale delle donne svoltasi a Pechino.

### Ministra per la solidarietà sociale

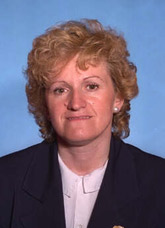
Livia Turco nel 1996

Alle elezioni politiche del 1996 viene candidata nel collegio uninominale di Collegno per la Camera, e e sostenuta dalla coalizione di centro-sinistra L'Ulivo in quota PDS, è rieletta deputata con il 52,83% dei voti  a fronte dei candidati del Polo per le Libertà Ermanno Margaglia (33,37%) e della Lega Nord Antonio Dattilo (13,8%). Dopo la vittoria de L'Ulivo di Romano Prodi alle elezioni politiche del 1996, e il successivo incarico a formare un esecutivo presieduto da Prodi stesso, viene proposta da Prodi come ministra per la solidarietà sociale. Il giorno successivo, il 18 maggio 1996, giura nelle mani del Presidente d
nel partito. Richiesta che suscita non poche polemiche all’interno del partito, tant'è che sarà lei a dichiarare che il suo impegno sui temi del Forum immigrazione PD prosegue a titolo gratuito, restando però "in aspettativa non retribuita”, come riporta La Repubblica l'8 marzo.

### Dopo il parlamento
Durante la campagna elettorale per le elezioni amministrative del 2016 a Roma, Turco viene indicata, in una diretta Facebook, dal candidato "renziano" del PD e il centro-sinistra, il vicepresidente della Camera ed ex radicale Roberto Giachetti, come assessore ai servizi sociali, welfare e immigrazione nella sua giunta in caso di vittoria. Tuttavia Giachetti viene duramente sconfitto al ballottaggio dalla candidata del movimento 5 stelle Virginia Raggi.
Alle elezioni primarie del PD del 2017 sostiene la mozione di Andrea Orlando, ministro della giustizia nel governo Gentiloni, assieme ai torinesi del PD, ma rifiutandosi di candidarsi all'assemblea del PD.
Dal 2013 al 2022 è stata, a titolo gratuito, Presidente del Consiglio d’Indirizzo dell’Istituto Nazionale per la promozione della salute delle popolazioni Migranti e per il contrasto delle malattie della Povertà (INMP), Ente vigilato dal Ministero della Salute.
Dal 2014 è docente nell’ambito del Master Universitario di Secondo Livello in "Diritto delle Migrazioni. Le politiche migratorie. I profili normativi” dell’Università degli Studi di Bergamo.
Con decreto del Ministro del Lavoro e delle Politiche Sociali, Andrea Orlando, del 26 maggio 2021 n.120, presiede la Commissione ministeriale “Interventi sociali e politiche per la non autosufficienza”.
Nel novembre del 2021 il Presidente della Regione Lazio Nicola Zingaretti la sceglie per la guida dell’Azienda di Servizi alla Persona "Istituto Romano di San Michele".
Si dimette dall’incarico il 30 settembre 2023.
Attualmente svolge il ruolo di Presidente della "Fondazione Nilde Iotti. Le donne, la cultura, la società".

## Opere
- I nuovi Italiani. L'immigrazione, i pregiudizi, la convivenza, collaborazione con Paola Tavella, Milano, Mondadori, 2006, ISBN 978-88-045-5860-6.
- Il Muretto. Storie di ordinaria convivenza tra italiani e immigrati, Roma, Donzelli Editore, 2009, ISBN 978-88-603-6341-1.
- La Repubblica delle donne. Dal diritto di voto alla parità di genere. Settant'anni di conquiste politiche e civili delle donne italiane, Milano, Unicopli, ISBN 978-88-400-1809-6.
- Per non tornare al buio. Dialoghi sull'aborto, a cura di Chiara Micali, Roma, Ediesse Editori, 2017, ISBN 978-88-230-2042-9.

### Prefazioni
- Maura Vagli, Adriana Seroni, Lucca, Pacini Fazi, 2019, ISBN 978-88-655-0669-1.
- Cristina Sartori, Maria Borgato, Ravensbrück, solo andata, EMP, 2020, ISBN 978-88-250-4919-0.
- Luisa Lama, Nilde Iotti. Una storia politica al femminile, Roma, Donzelli Editore, 2020, ISBN 978-88-552-2044-6.